# 刘常嫔 (前)
劉常嬪（？—？），名失考，明朝明世宗朱厚熜之嬪。

## 生平
劉氏的出生及入宮時間均不詳。去世後，劉常嬪葬於西山紅石口。《太常續考》謂：「常嬪劉氏、常嬪楊氏、常嬪張氏、宜妃于氏、康嬪劉氏、常嬪傅氏、常嬪張氏、常嬪楊氏、常嬪劉氏，以上九妃嬪共一墓」。由於有學者表示在《太常續考》中，明世宗的妃嬪若果合葬於同一墓，其排列的順序是依據她們薨逝的先後次序，因此可以推斷劉常嬪在嘉靖三十八年十月二十二日之前去世。嘉靖三十八年五月十七日，「未封劉氏」薨逝，詔喪禮如常嬪馬氏例，有可能即是劉常嬪。
嘉靖四十四年九月初三日，授常嬪之弟大興縣平民劉文正為錦衣衛百戶帶俸，仍給房價銀一千二百兩，目前尚不能確定劉文正到底是哪位劉常嬪之弟。另外，根據《廣平府志》的記載，明世宗有一位「劉妃」為廣平府威縣劉朴之女，嘉靖初年選入宫，後來冊封為妃，其弟劉繼授為錦衣衛千戶，未知是否即為劉常嬪之誤寫。